# اتحادیه لبوتالا (جسورصادار)
اتحادیه لبوتالا (به لاتین: Lebutala Union) یک منطقهٔ مسکونی در بنگلادش است که در جسر صدار واقع شده‌است.
 اتحادیه لبوتالا ۵۷٫۷۳ کیلومتر مربع مساحت و ۱۹٬۲۰۱ نفر جمعیت دارد.